# Сагаласос
Сагаласос е античен град и археологически обект в Югозападна Турция, на около 100 км северно от град Анталия.
В елинистичния период Сагаласос е един от големите градове на историческата област Писидия на западния склон на планината Тавър. В 25 г. пр.н.е. градът става столица на римската провинция Галатия.
Археологическият обект е разположен на няколко тераси на 1400 и 1600 метра надморска височина.
В 2007 г. в Сагаласос са открити фрагменти на най-голямата съществуваща статуя на император Адриан, който е управлявал римската империя от 117 г. до 138 г., от екипа на белгийския археолог проф. Марк Велкенс (Marc Waelkens) – глава (около 70 см) и крак (около 1,5 м) от мрамор.
Предполага се че статуята е била изработена в първите години на управление на Адриан и е достигала височина пет метра. В Сагаласос е съществувал култ към император Адриан.